# 아카시아속
아카시아(acacia)는 아카시아속에 속하는 970여종의 상록 교목의 총칭이다. 948종이 오스트레일리아 원산이며, 10종이 아시아 열대 지역에, 7종이 태평양에 있는 섬에 산다. 1~2종이 마다가스카르에 있다. 원래는 1300여 종으로 이루어져 있었지만, 5개의 속으로 나뉘었다. 한반도에 자라는 ‘아카시아’ (Robinia pseudoacacia)는 미국 원산의 아까시나무로, 아카시아속 식물과 다른 분류에 속한다. Senegalia senegal으로부터 아라비아검을 얻는다. 중앙아시아의 Acacia sphaerocephala (Vachellia sphaerocephala)와 Acacia spadicigera (Vachellia cornigera)는 부풀어오른 가지 안이 비어 있는 구조를 가지고 있어서, 그 안에 개미가 산다. 개미는 나무에서 나오는 꿀을 먹는 대신 잎사귀를 갉아먹는 다른 곤충으로부터 나무를 지켜 준다.

## 사진

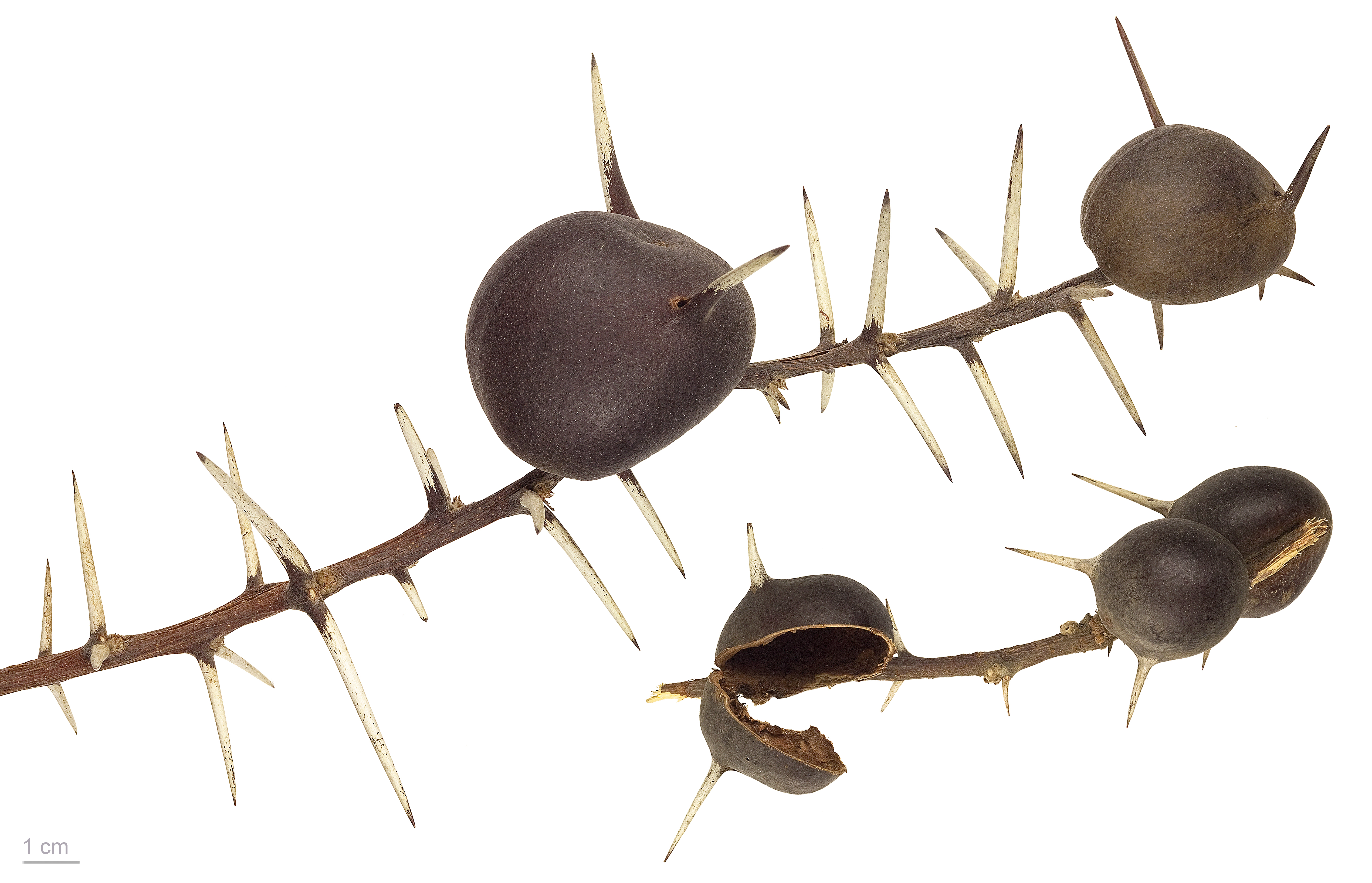
Vachellia drepanolobium
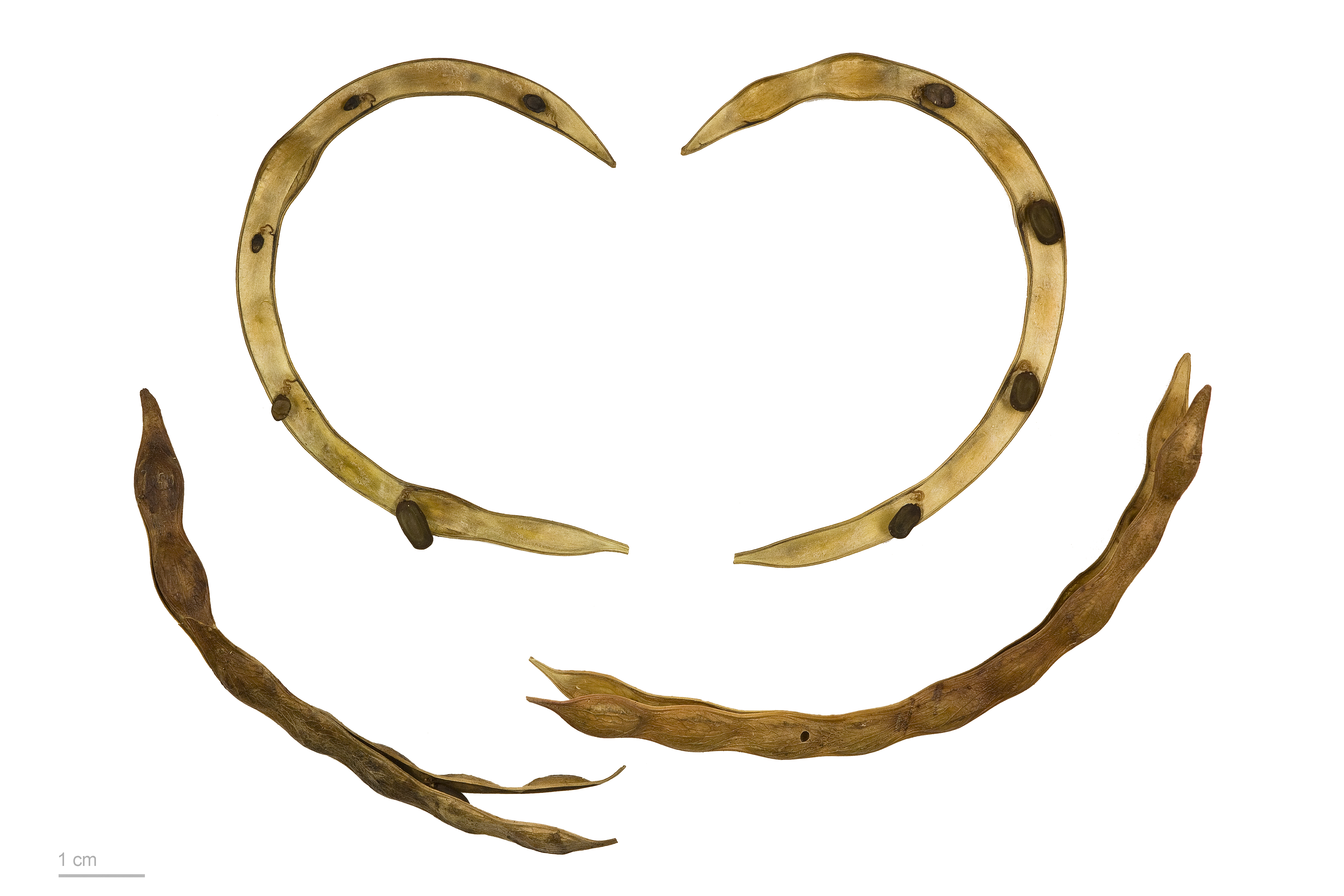
Acacia sp.

## 종 목록 참고
- 아카시아 속 품종 목록